# Kenbridge (Virginia)
Kenbridge es una localidad del Condado de Lunenburg, Virginia, Estados Unidos. Según el censo de 2000 tenía una población de 1.253 habitantes y una densidad de población de 237.1 hab/km².

## Demografía
Según el censo de 2000, había 1.253 personas, 529 hogares y 320 familias residiendo en la localidad. La densidad de población era de 237,1 hab./km². Había 579 viviendas con una densidad media de 109,6 viviendas/km². El 51,56% de los habitantes eran blancos, el 44,93% afroamericanos, el 0,40% asiáticos, el 1,28% de otras razas y el 1,84% pertenecía a dos o más razas. El 4,39% de la población eran hispanos o latinos de cualquier raza.
Según el censo, de los 529 hogares en el 20,8% había menores de 18 años, el 38,9% pertenecía a parejas casadas, el 15,9% tenía a una mujer como cabeza de familia y el 39,5% no eran familias. El 35,7% de los hogares estaba compuesto por un único individuo y el 19,1% pertenecía a alguien mayor de 65 años viviendo solo. El tamaño promedio de los hogares era de 2,24 personas y el de las familias de 2,83.
La población estaba distribuida en un 21,9% de habitantes menores de 18 años, un 9,8% entre 18 y 24 años, un 23,0% de 25 a 44, un 25,9% de 45 a 64 y un 19,4% de 65 años o mayores. La media de edad era 41 años. Por cada 100 mujeres había 101,1 hombres. Por cada 100 mujeres de 18 años o más, había 99,0 hombres.
Los ingresos medios por hogar en la localidad eran de 26.818 dólares ($) y los ingresos medios por familia eran 38.929 $. Los hombres tenían unos ingresos medios de 22.083 $ frente a los 18.456 $ para las mujeres. La renta per cápita para la ciudad era de 15.386 $. El 18,8% de la población y el 11,4% de las familias estaban por debajo del umbral de pobreza. El 27,8% de los menores de 18 años y el 18,7% de los habitantes de 65 años o más vivían por debajo del umbral de pobreza.

## Geografía
Según la Oficina del Censo de los Estados Unidos, la localidad tiene un área total de 5,3 km², todos ellos correspondientes a tierra firme.